# Бюрзерберг
Бюрзерберг (нім. Bürserberg) — містечко й громада округу Блуденц в землі Форарльберг, Австрія. Бюрзерберг лежить на висоті 871 м над рівнем моря і займає площу 13,73 км². Громада налічує 528 мешканців. Густота населення 38/км².  
Округ Блуденц лежить на півдні Форальбергу і межує зі Швейцарією. Місцеве населення, як і мешканці всього Форальбергу, розмовляє алеманським діалектом німецької мови, а тому ближче до швейцарців, ніж до населення більшої частини Австрії, яке розмовляє баварсько-австрійським діалектом. Основною індустрією Форальбергу є спортивний туризм, і кожен населений пункт має розвинуту інфраструктуру: транспорт, готелі тощо.     
Громада Бюрзерберг лежить у долині Бранднерталь.
|                                     |
| Бюрзерберг на мапі округу та землі. |

Адреса управління громади: Boden 1, 6707 Bürserberg. 
У громаді є дитячий садок і початкова школа. 

## Демографія
Історична динаміка населення міста за даними сайту Statistik Austria